# زيارت علي
 مدينة زیارت‌علی  بالفارسية (شهر زیارت‌علی) مدينة متوسطة تتبع لمقاطعة رودان (بالفارسية: شهرستان رودان ) ، ، وتقع في محافظة هرمزغان في جنوب إيران.

## السكان
يبلغ عدد سكان «مدينة زیارت علی» حسب تعداد السكان لعام 2006 للميلاد، (2814) نسمه.